# Club de Fútbol de la Universidad de Costa Rica
Maillots
Le Club de Fútbol de la Universidad de Costa Rica (appelé aussi UCR) est un club de football du Costa Rica fondé en 1941 et basé dans la ville de San José (à l'université de San Pedro de Montes de Oca), la capitale du pays.
Surnommé les Universitarios, les Estudiantes, ou encore les Academicos, le club joue ses matchs à domicile dans l'Estadio Ecológico, stade de 1800 spectateurs.

## Palmarès
- Championnat du Costa Rica
  - Champion : 1943

## Anciens joueurs
- Steven Bryce
- Rodrigo Kenton